# Харрис, Джули (дизайнер костюмов)
Джули Харрис (англ. Julie Harris; 26 марта 1921, Лондон, Англия, Британская империя — 30 мая 2015, Лондон, Великобритания) — британская художница по костюмам, обладательница премии «Оскар» за лучший дизайн костюмов в фильме «Дорогая».

## Карьера
Родилась в 1921 году в Лондоне. В 1947 году дебютировала в кинематографе, в качестве дизайнера костюмов, в фильме режиссёра Кена Эннакина «Holiday Camp», в дальнейшем работала с Кеном Эннакином ещё в девяти фильмах. Работала со многими выдающимися актёрами (в частности, Джейн Мэнсфилд, Джоан Кроуфорд, Бетт Дейвис и Аланом Лэддом) и режиссёрами, среди которых Льюис Гилберт, Джозеф Лоузи, Брайан Форбс, Билли Уайлдер, Альфред Хичкок и многие другие.
В середине 1960-х была дизайнером костюмов для двух картин с участием группы The Beatles: «Вечер трудного дня» (1964) и «На помощь!» (1965). Позднее Джули Харрис высказалась: «Я, вероятно, одна из немногих, кто может похвастаться тем, что видел Джона, Пола, Джорджа и Ринго обнажёнными».
Также Джули Харрис создала костюмы для двух фильмов об агенте 007: для неофициальной пародии «Казино „Рояль“» (1967) и для 8-й части официальной бондианы «Живи и дай умереть» (1973).
Кроме работы над костюмами для фильмов, создавала одежду для публичных выступлений звёзд на премьерах и фестивалях. В частности, разработала «норковое бикини», в котором Диана Дорс показалась на Венецианском фестивале 1955 года (вместо норки был использован мех кролика).
В 1966 году была удостоена «Оскара» за лучший дизайн костюмов в картине Джона Шлезингера «Дорогая», а годом позже получила награду Британской киноакадемии за лучшие костюмы в фильме «Другой ящик», режиссёра Брайана Форбса.
Карьеру завершила в 1991 году, последней работой стал мини-сериал «Идеальный герой».
Скончалась 30 мая 2015 года в госпитале Челси и Вестминстер в Лондоне, на 95-м году жизни, от лёгочной инфекции. Джули Харрис никогда не была замужем и не имела детей.

## Фильмография
Всего в фильмографии Джули Харрис более 80 картин.
Дизайнер костюмов
- 1947 — Holiday Camp (реж. Кен Эннакин)
- 1948 — Прерванное путешествие / Broken Journey (реж. Кен Эннакин, Майкл Си Чолтон)
- 1948 — Good-Time Girl (реж. Дэвид Макдональд)
- 1948 — Календарь / The Calendar (реж. Артур Крэбтри)
- 1948 — Хранитель моего брата / My Brother’s Keeper (dresses) (реж. Альфред Рум)
- 1948 — Квартет / Quartet (реж. Кен Эннакин, Артур Крэбтри, Харольд Френч, Ральф Смарт)
- 1949 — Once Upon a Dream (реж. Ральф Томас)
- 1949 — Потерянные люди / The Lost People (реж. Мюриэль Бокс, Бернард Ноулз)
- 1950 — The Body Said No! (реж. Вэл Гест)
- 1950 — Трио / Trio (реж. Кен Эннакин, Харольд Френч)
- 1950 — Радость путешественника / Traveller’s Joy (реж. Ральф Томас)
- 1951 — Mister Drake’s Duck (реж. Вэл Гест)
- 1951 — Night Without Stars (реж. Энтони Пелиссье)
- 1951 — Отель «Сахара» / Hotel Sahara (реж. Кен Эннакин)
- 1951 — На бис / Encore (реж. Харольд Френч, Пэт Джексон, Энтони Пелиссье)
- 1951 — Яд другого человека / Another Man’s Poison (реж. Ирвинг Раппер)
- 1952 — Так мало времени / So Little Time (реж. Комптон Беннетт)
- 1952 — Something Money Can’t Buy (реж. Пэт Джексон)
- 1952 — Made in Heaven (реж. Джон Пэдди Кастэйрс)
- 1953 — Сеть / The Net (реж. Энтони Асквит)
- 1953 — Юг Алжира / South of Algiers (реж. Джек Ли)
- 1953 — Момент отчаяния / Desperate Moment (реж. Комптон Беннетт)
- 1953 — Turn the Key Softly (реж. Джек Ли)
- 1953 — Always a Bride (реж. Ральф Смарт)
- 1954 — Ад ниже нуля / Hell Below Zero (в титрах не указана) (реж. Марк Робсон)
- 1954 — Вы знаете каковы моряки / You Know What Sailors Are (реж. Кен Эннакин)
- 1954 — Искатели / The Seekers (реж. Кен Эннакин)
- 1955 — Пленник / The Prisoner (реж. Питер Гленвилл)
- 1955 — Цена денег / Value for Money (реж. Кен Эннакин)
- 1955 — В роли мрачной тени / Cast a Dark Shadow (реж. Льюис Гилберт)
- 1955 — Simon and Laura (реж. Мюриэль Бокс)
- 1956 — The March Hare (реж. Джордж Мор О’Ферролл)
- 1956 — Это прекрасный мир / It’s a Wonderful World (реж. Вэл Гест)
- 1956 — House of Secrets (реж. Гай Грин)
- 1957 — Чудо в Сохо / Miracle in Soho (реж. Джулиан Эмис)
- 1957 — История Эстер Костелло / The Story of Esther Costello (реж. Дэвид Миллер)
- 1957 — Seven Thunders (реж. Уго Фрегонезе)
- 1958 — Цыганка и джентльмен / The Gypsy and the Gentleman (реж. Джозеф Лоузи)
- 1958 — Большие деньги / The Big Money (реж. Джон Пэдди Кастэйрс)
- 1958 — Шериф со сломанной челюстью / The Sheriff of Fractured Jaw (реж. Рауль Уолш)
- 1959 — Whirlpool (реж. Льюис Аллен)
- 1959 — Сапфир / Sapphire (реж. Бэзил Дирден)
- 1959 — The Rough and the Smooth (реж. Роберт Сиодмак)
- 1960 — Швейцарская семья Робинзонов / Swiss Family Robinson (реж. Кен Эннакин)
- 1961 — Сливовое лето / The Greengage Summer (реж. Льюис Гилберт)
- 1961 — Обнажённое лезвие / The Naked Edge (реж. Майкл Андерсон)
- 1962 — Всю ночь напролёт / All Night Long (реж. Бэзил Дирден)
- 1962 — Любовник войны / The War Lover (в титрах не указана) (реж. Филип Ликок)
- 1962 — We Joined the Navy (реж. Венди Туа)
- 1963 — Тамахин / Tamahine (реж. Филип Ликок)
- 1963 — Кали-Юг, богиня мести / Kali Yug, la dea della vendetta (реж. Марио Камерини)
- 1964 — Father Came Too! (dresses) (реж. Питер Грэхэм Скотт)
- 1964 — Меловой сад / The Chalk Garden (реж. Рональд Ним)
- 1964 — Психея 59 / Psyche 59 (реж. Александр Сингер)
- 1964 — Вечер трудного дня / A Hard Day’s Night (реж. Ричард Лестер)
- 1964 — Так держать Клео! / Carry On Cleo (реж. Джералд Томас)
- 1965 — Дорогая / Darling (реж. Джон Шлезингер)
- 1965 — На помощь! / Help! (реж. Ричард Лестер)
- 1966 — Другой ящик / The Wrong Box (costumes) (реж. Брайан Форбс)
- 1967 — Казино «Рояль» / Casino Royale (реж. Джон Хьюстон, Кен Хьюз, Джозеф МакГрат, Роберт Пэрриш, Ричард Талмидж)
- 1967 — Шептуны / The Whisperers (в титрах не указана) (реж. Брайан Форбс)
- 1968 — Пруденс и пилюля / Prudence and the Pill (реж. Филдер Кук, Роналд Ним)
- 1968 — Смертельное падение / Deadfall (реж. Брайан Форбс)
- 1969 — Спуск и падение… орнитолога / Decline and Fall… of a Birdwatcher (реж. Джон Криш)
- 1969 — Прощайте, мистер Чипс / Goodbye, Mr. Chips (реж. Герберт Росс)
- 1970 — Частная жизнь Шерлока Холмса / The Private Life of Sherlock Holmes (реж. Билли Уайлдер)
- 1972 — Безумие / Frenzy (в титрах не указана) (реж. Альфред Хичкок)
- 1972 — Следуй за мной / Follow Me! (реж. Кэрол Рид)
- 1973 — Живи и дай умереть / Live and Let Die (реж. Гай Хэмилтон)
- 1975 — Роллербол / Rollerball (реж. Норман Джуисон)
- 1975 — Земля, позабытая временем / The Land That Time Forgot (реж. Кевин Коннор)
- 1976 — Туфелька и роза / The Slipper and the Rose: The Story of Cinderella (реж. Брайан Форбс)
- 1977 — Усадьба Кэндлшу / Candleshoe (реж. Норман Токарь)
- 1978 — The Sailor’s Return (реж. Джек Голд)
- 1979 — Дракула / Dracula (реж. Джон Бэдэм)
- 1979 — Найти и потерять / Lost and Found (реж. Мелвин Фрэнк)
- 1981 — Большое ограбление Маппетов / The Great Muppet Caper (реж. Джим Хенсон)
- 1983 — Собака Баскервилей (ТВ) / The Hound of the Baskervilles (реж. Дуглас Хикокс)
- 1983 — Знак четырёх (ТВ) / The Sign of Four (реж. Десмонд Дэвис)
- 1983 — The Kingfisher (TV) (реж. Джеймс Селлан Джонс)
- 1984 — Триумфальная арка (ТВ) / Arch of Triumph (реж. Уорис Хуссейн)
- 1987 — На волосок от гибели (ТВ) / A Hazard of Hearts (реж. Джон Хаф)
- 1991 — Идеальный герой (мини-сериал) / A Perfect Hero (реж. Джеймс Селлан Джонс)

Costume and Wardrobe Department
- 1947 — The Root of All Evil (wardrobe assistant — в титрах не указана) (реж. Брок Уильямс)
- 1950 — Бабочки / The Clouded Yellow (dress designer) (реж. Ральф Томас)
- 1950 — Highly Dangerous (dress designer) (реж. Рой Уорд Бейкер)
- 1953 — Красный берет / The Red Beret (costumes) (реж. Теренс Янг)
- 1956 — Достичь небес / Reach for the Sky (dress designer) (реж. Льюис Гилберт)
- 1959 — Северо-западная граница / North West Frontier (costume designer: Лорен Бэколл) (реж. Джей Ли Томпсон)
- 1962 — Быстрая леди / The Fast Lady (dress designer) (реж. Кен Эннакин)
- 1964 — Father Came Too! (dress designer) (реж. Питер Грэхэм Скотт)
- 1966 — Глаз дьявола / Eye of the Devil (gowns: Дебора Керр) (реж. Джей Ли Томпсон)

## Награды и номинации
Премия «Оскар» за лучший дизайн костюмов в чёрно-белом фильме:
- 1966 — «Дорогая» (награда)

Премия BAFTA за лучший дизайн костюмов:
- 1965 — лучшие костюмы в британском чёрно-белом фильме — «Психея 59» (номинация)
- 1966 — лучшие костюмы в британском цветном фильме — «На помощь!» (номинация)
- 1967 — лучшие костюмы в британском цветном фильме — «Другой ящик» (награда)
- 1968 — лучшие костюмы в британском цветном фильме — «Казино „Рояль“» (номинация)
- 1977 — лучший дизайн костюмов — «Туфелька и роза» (номинация)

Премия «Сатурн» за лучшие костюмы:
- 1978 — «Туфелька и роза» (номинация)